# Richard Simmons
Milton Teagle Richard Simmons ou guru do fitness (Nova Orleães, 12 de julho de 1948 – 13 de julho de 2024) foi um preparador físico, perito, em nutrição e palestrante motivacional norte-americano. Ele promoveu programas de perda de peso, mais proeminentemente através do seus vídeos Sweatin' to the Oldies, e ficou conhecido pelo sua personalidade excêntrica e energética.
Simmons começou sua carreira ao abrir uma academia chamada Slimmons (um trocadilho com seu nome e a palavra slim, que significa fino, magro) em Beverly Hills, Califórnia e ficou amplamente conhecido pela exposição na televisão e pela popularidade de seus produtos de consumo. Ele é frequentemente parodiado e era um visitante frequente de programas de televisão noturnos e talk shows no rádio, tal como o Late Show with David Letterman.

## Morte
Simmons morreu em 13 de julho de 2024, aos 76 anos, em Los Angeles.